# Bury St Edmunds Roller Hockey Club
Il Bury St Edmunds Roller Hockey Club è un club di hockey su pista avente sede a Bury St Edmunds in Inghilterra.

## Palmarès
- Campionato inglese: 1
  - 2004-05
- National Cup: 2
  - 1968-69, 2004-05.